# 토야 엘리슨
토야 엘리슨(슬로베니아어·영어: Toja Ellison, 1993년 7월 4일~)은 슬로베니아의 양궁 선수이다. 결혼 전 이름은 토야 체르네(슬로베니아어: Toja Černe)였으며 2019년 유러피언 게임 컴파운드 보우 여자 개인전에서 금메달을 획득했다.

## 경력
1993년 슬로베니아의 류블랴나에서 태어난 토야는 2017년 폴란드의 브로츠와프에서 열린 2017년 월드 게임 여자 컴파운드 보우 개인전 부문에서 은메달을 획득했다. 2019년 스타시 모디츠(슬로베니아어: Staš Modic)와 함께 독일 베를린에서 열린 2019년 양궁 월드컵 컴파운드 보우 혼성 단체전에서 은메달을 획득했고 2020년 미국 라스베이거스에서 열린 더 베이거스 슛(영어: The Vegas Shoot) 여자 컴파운드 보우 개인전에서 14등을 차지했다.
토야는 2020년 세계 양궁 연맹이 개최한 비대면 양궁 녹아웃 토너먼트 대회(영어: Lockdown Knockout Tournament)에 참가했으나 메달을 획득하지 못했다. 2021년 미국 양크턴에서 개최된 2021년 세게 양궁 선수권 대회 컴파운드 보우 여자 개인전에 출전해 동메달 결정전에서 패배했고 컴파운드 보우 혼성 단체전에도 참가했다. 그녀는 1년 뒤 미국 앨라배마주 버밍햄에서 열린 2022년 월드 게임 컴파운드 보우 여자 개인전에 출전했고 동메달 결정전에서 패배했다.

## 개인사
토야는 2016년 미국의 리커브 양궁 선수 브레이디 엘리슨과 결혼했고 남편의 성을 따라 이름을 '토야 체르네'에서 '토야 엘리슨'으로 개명했다. 그녀는 2018년 손가락 신경통을 앓고 있던 남편 브레이디에게 자신의 고향 슬로베니아에 있는 기(氣)치료사를 소개해주었고 브레이디는 기치료사를 만난 후 3일 뒤 신경통을 치료할 수 있었다.
2020년 11월 첫째 아들 타이 쿠퍼 엘리슨(영어: Ty Cooper Ellison)이 태어났다.